# Дом Эцинген
Дом Эцинген — историческое здание конца XVIII века в Минске, памятник архитектуры и истории (номер 711Е000001). Расположен по адресу: улица Герцена, дом 4.

## История
Здание построено в конце XVIII века. С середины и до конца XIX века зданием владела мещанка Анна Эцинген. В 1904 году дом купил австрийский подданный К. Раппопорт. При нём дом продолжал использоваться под жильё, а на первом этаже разместилась швейная мастерская. В конце XX века дом оставался жилым. В настоящее время на первом этаже дома размещается ресторан «Староместный пивовар».

## Архитектура
Дом построен в стиле классицизма. Он кирпичный, четырёхугольный в плане. Композиция фасада в целом симметрична, но нарушается арочным проездом в левой части фасада. Окна прямоугольной формы помещены в неглубоких декоративных нишах полуциркульной формы. Центральную часть фасада венчает треугольный фронтон, тимпан которого снабжён маленьким прямоугольным окном. Под крышей по периметру здания проведён сложный многослойный карниз. По центру второго этажа — балкон с ажурной решёткой чугунного литья. Первый этаж был отделан крупным камнем в технике «изюмной» кладки.